# Pachycondyla rubiginosa
Pachycondyla rubiginosa är en myrart som först beskrevs av Carlo Emery 1889.  Pachycondyla rubiginosa ingår i släktet Pachycondyla och familjen myror. Inga underarter finns listade i Catalogue of Life.